# Глазов, Олег Леонидович
Оле́г Леони́дович Гла́зов (16 марта 1942, Москва, РСФСР — 13 января 2013, там же) — советский и российский тренер по фехтованию, заслуженный тренер СССР.

## Биография
В 1966 году окончил Московское высшее техническое училище им. Н. Э. Баумана, в 1985 году — ГЦОЛИФК. Мастер спорта СССР (1960). Заслуженный тренер СССР и России (1989).
Чемпион СССР года среди юношей (1960), серебряный призёр чемпионата мира среди юниоров (1960), серебряный призёр Всемирной Универсиады (1965).
По окончании спортивной карьеры стал тренером. В течение 15 лет был главным тренером юниорской сборной СССР по сабле, из которой вышли такие мастера, как Андрей Альшан, Георгий Погосов, Евгений Цухло, Вадим Гутцайт. Подготовил четырёхкратного олимпийского чемпиона Станислава Позднякова и двукратного олимпийского чемпиона Сергея Шарикова.
В 1993—2006 годах — главный тренер сборной России по сабле, с которой выиграл три золотые олимпийские медали, 11 высших наград чемпионатов мира и 14 — чемпионатов Европы.
В 2006—2008 годах — главный тренер сборной России, с 2008 года возглавлял тренерский совет Федерации фехтования России.
Награждён орденом Дружбы (1997) и медалью ордена «За заслуги перед Отечеством» I степени (2005).

## Фильмография
1969 год — «Сотвори бой»